# Birçe Hasko
Birçe Hasko (Dukati, 10 de abril de 1942) es un actor albanés.

## Biografía
Se graduó de actor en la Academia de Bellas Artes de Tirana. Trabajó allí como profesor. Ha participado en alrededor de 20 películas de su país.

## Filmografía
- Kur zbardhi nje dite (1971)
- Shtigje të luftës (1974)
- Koncert ne vitin 1936 (1978)
- Radiostacioni (1979)
- Sketerre 43 (1980)
- Dita e parë e emrimit (1981)
- Ne kufi te dy legjendave (1981)
- Kush vdes ne kembe (1984)
- Gurët e shtëpisë sime (1985)
- Tri ditë nga një jetë (1986)
- Zëvendësi i grave (1987)
- Shkelqim i perkoheshem (1988)
- Historiani dhe kameleoni (1989)
- Kthimi i ushtrise se vdekur (1989)
- Fletë të bardha (1990)
- Vetmi(1990)
- Nata (1998)
- Parullat (2001)
- Tirana viti 0 (2001)
- I dashur armik (2004)